# میک کانل
 میک کانل (انگلیسی: Mick Connell؛ زاده ۱۳ سپتامبر ۱۹۶۱) یک تنیس‌باز اهل استرالیا است. 